# Джохадзе, Анри
Анри Джохадзе (груз. ანრი ჯოხაძე, род. 6 ноября 1980 в Тбилиси) — грузинский певец, представитель Грузии на конкурсе песни Евровидение 2012. Во втором полуфинале конкурса музыкант исполнил песню «I’m a Joker». В финал конкурса песни Евровидение 2012 Анри Джохадзе не вышел. Анри Джохадзе исполняет гимн Грузии.
Анри Джохадзе поёт с малых лет, в 11 лет его зачислили в детскую труппу Тбилисского театра музыкальной комедии. Певец закончил вокальный факультет Академии искусств Грузии. Анри — победитель и лауреат 13 международных конкурсов. Анри очень популярен в своей стране, его голос достигает диапазона в 4 октавы. В 2008 году Анри был бэк-вокалистом в песне Грузии на конкурсе песни Евровидение. В 2009 году принимал участие в национальном отборе.

## Биография
Анри Джохадзе начал пёть с малых лет, в 1991 году его зачислили в детскую труппу Тбилисского театра музыкальной комедии.
Анри Джохадзе впервые приняла участие в 1998 году в международном музыкальном конкурсе
В 1999 году певец принял участие в «Славянском базаре» и «Залатом Шлягере » .
В 2012 Он выступис на Евровидение с песней «I’m a Joker» от Грузии